# Рюбер
Рюбер (нім. Rüber) — громада в Німеччині, розташована в землі Рейнланд-Пфальц. Входить до складу району Маєн-Кобленц. Складова частина об'єднання громад Майфельд.
Площа — 5,61 км2. Населення становить 894 ос. (станом на 31 грудня 2020).